# Benjamin Bergmann (Künstler)
Benjamin Bergmann (* 1968 in Würzburg) ist ein deutscher Künstler. Er arbeitet als Bildhauer schwerpunktmäßig mit Installationen.

## Leben
Benjamin Bergmann machte von 1991 bis 1994 eine Ausbildung als Holzbildbauer und studierte anschließend bis 2001 an der Münchener Akademie der Bildenden Künste; unter anderem bei Asta Gröting. Er gehörte 1997–2001 der Performancegruppe „GMAM“ sowie 1999–2001 der Musik/Performancegruppe „Club le Bomb“ an. Er erhielt neben einigen Stipendien (unter anderem 2008 das Arbeitsstipendium der Stiftung Kunstfonds) im Jahre 2002 den Bayerischen Staatsförderpreis und 2004 den Dorothea-von-Stetten-Kunstpreis. 2012 wurde ihm der Kunstpreis der Stadt Nordhorn verliehen.
Bergmann lebt und arbeitet in München. Er ist Vater eines Sohnes.

## Kunstschaffen
Bergmann schafft große, raumgreifende Installationen, viele davon im öffentlichen Raum. Seine Arbeiten haben performativen Charakter, sie schweben zwischen realer und künstlicher Welt. In München gestaltete er 2005 eine Tunneleinfahrt um, indem er die Tunnelöffnung architektonisch als repräsentative Fassadeninstallation verdoppelte und damit ihrer rein sachlichen Bestimmung enthob. Er verwandelte sie auf diese Weise „in einen Ort, der zum Verweilen einlädt und damit körperlich erlebbar und erfahrbar wird“. Als Künstler betätigt sich Bergmann bei seinen Arbeiten nicht nur als Architekt, Konstrukteur und Handwerker, sondern zuweilen auch bei einigen bühnenartigen Installationen als Regisseur und Darsteller von kleinen Happenings, wobei er von den Erfahrungen aus seiner Zeit bei den Performance-Gruppen profitiert.
Für das Treppen-Foyer der Münchener Pinakothek der Moderne hängte Bergmann 2008 Hunderte von Körben unter die Museumsdecke, alle gefüllt mit Kleidungsstücken, die mit Seilen herunter gelassen werden konnten. Das mit „tief unten tag hell“ betitelte Werk sollte die Besucher auf die Existenz einer verborgenen Welt aufmerksam machen, in dem es an die im Bergbau gebräuchlichen hängenden Kleiderablagen erinnerte. Für den Berliner Palast der Republik schuf er die achterbahnähnliche Konstruktion „Hals über Kopf“ und für das Münchener Lenbachhaus schuf er 2006 ein überdimensionales, betretbares Megaphon, umgeben von einer Holzkonstruktion. Lampen veränderten nachts die Skulptur in einen Leuchtkörper, in deren Innern im Stundenrhythmus ein Basston ertönte. Über seine Arbeiten schreibt das Kunstmagazin „art“: „Bergmanns Installationen führen den alten Traum endloser Mobilität als gewollt widersinnige Jahrmarktsensation vor.“

## Zitat
- „Das Schöne an der Absurdität ist für mich die Nachhaltigkeit der Verwirrung. Irgendwann ertappt man sich, darüber nachzudenken, ob nicht das Absurde doch mehr von der Wirklichkeit haben könnte als diese selbst.“[3]

## Ausstellungen (Auswahl)
- 2008: Pinakothek der Moderne, München
- 2007: Sprengel-Museum, Hannover
- 2007: Museo de Arte Carrillo Gil, Mexiko
- 2006: Städtische Galerie im Lenbachhaus, München
- 2005/2006: Schauspiel Frankfurt
- 2005: Palast der Republik, Berlin
- 2005: Galerie Monika Sprüth Philomene Magers, München
- 2005: Kunstmuseum Bonn
- 2017: Artothek, München

## Sekundärliteratur
- Dorothée Brill und Bernhart Schwenk: Texte über Benjamin Bergmann in: „Benjamin Bergmann. 2000-2001“. Revolver, Frankfurt/M. 2001. ISBN 3-934823-51-3
- Leonore Leonardy: Theatrum Sacrum. Benjamin Bergmann. Installation. ebenda
- Holger Liebs: Das Ende der Genügsamkeit. In: „art. Das Kunstmagazin“. Ausgabe 9/2005. ISSN 0173-2781
- Angelika Nollert: Happy New Ears. Bewegender Sound in der zeitgenössischen Kunst am Beispiel Münchens. Bayerisches Staatsministerium für Wissenschaft, Forschung und Kunst (Seite nicht mehr abrufbar. Suche in Webarchiven)